# Radenče
Radenče (nemško Radenthein) je mesto in istoimenska občina v okraju Špital ob Dravi na Avstrijskem Koroškem. 

### Geografska lega
Radenče  ležijo na območju Nockberških gora v Krških Alpah, severovzhodno od Milštatskega jezera.

### Vasi in zaselki v občini
Občina obsega šest katastrskih občin oziroma naselij: Debrije (Döbriach), Kaning, Laufenberg, Radenče (Radenthein), St.Peter in Tweng ter Tweng. V okvir občine spada 16 vasi in zaselkov s slovenskimi imeni (v oklepaju število prebivalcev, stanje leta 2001):
| - Dabor (135) - Dobrovje (Döbriach) (1298) - Ebene (23) - Erdmannsiedlung (303) - Frischg (49) - Hohensaß (100) - Kamnik (Kaning) (532) - Lubniška gora (Laufenberg) (88) | - Mitterberg (16) - Gornje Temenje (Obertweng) (82) - Radenče (Radenthein) (1844) - Sankt Peter (366) - Schrott (80) - Starfach (164) - Spodnje Temenje (Untertweng) (738) - Zödl (61) |

### Zgodovina
Naselje Radenče (Radenthein) je bilo prvič omenjeno leta 1177 kot "vila Ratentim capella" z duhovnikom Hartmannom kot del treh posestev  benediktiskega Milštatskega samostana. Vasi Dobrovje (Döbriach) in Kamnik (Kaning) naj bi bili ustanovljeni pred približno 1000 leti. Od srednjega veka dalje so na obomčju naselja kopali železovo rudo. Okrog leta 1908 je so bile na območju doline Globaškega potoka (Globatschbach), na severovzhodni strani Milštatskih Alp najdene velike zaloge magnezita. Osnovala se je avstrijsko-ameriška rudarska družba za izkopavanje magnezita, hkrati pa se je število prebivalcev v naselju naglo povečalo. Industrializacija je povzročila podvojitev prebivalstva med letoma 1900 in 1910 ter nadaljnjo rast prebivalstva. Prvi direktor družbe, Emil Winter, je leta 1933 postal častni občan; financiral je tudi prvi bazen v Radenčah.
V 1920-ih je podjetje pridobilo rudarske pravice za nahajališče magnezita v Hochfilzenu in se združilo z Allgemeine Automobil G.m.b.H. z Dunaja v "Austro American Magnesit Company" (danes del RHI AG). 
Leta 1921 se je Kamnik (Kaning) ločil od občine, ustanovljene leta 1850 kot ločena občina, leta 1973 pa sta se obe občini ponovno združili. Radenče so bile 1. decembra 1930 povzdignjene v status trškega naselja. Leta 1995 je občina je pridobila status mestne občine.
Rudarska družba (danes RHI AG) je še vedno največji delodajalec v občini, sicer pa so mnogi prebivalci zaposleni tudi v okviru turističnih infrastruktur v Dobrovjah (Döbriachu) in ob obali Milštatskega jezera.

## Prebivalstvo
Občina Radenče je 1. januarja 2023 štela 5.777 prebivalcev. 62, 7% prebivalstva se je opredelilo za rimokatoliško, 28, 1% za protestantsko cerkev in 1, 1% za islam, 0, 3% je pripadalo pravoslavni cerkvi, 7, 2% prebivalcev pa ni prijavilo nobene verske pripadnosti.

## Kultura in znamenitosti
- Katoliška župnijska cerkev sv. Miklavža v Radenčah: Katoliška župnijska cerkev nad vasjo je preprosta dvoranska cerkev iz 17. stoletja z romansko-gotskim jedrom. Najstarejša dokumentarna omemba sega v leto 1177, od leta 1262 pa je župnijska cerkev.
- Protestantska   cerkev sv. Janeza je bila zgrajena leta 1953/54, prizidek je bil zgrajen leta 1997.
- Katoliška župnijska cerkev v Kamniku (Kaningu) sv. Janeza Krstnika
- Katoliška Župnijska cerkev  sv. Petra pri Radenčah: Najstarejši ohranjeni dokument o cerkvi svetem Petru sega v leto 1212. 12. aprila 1212 je nadškof Eberhard II. v Brežah zabeležil nakup posestva Temenje (Tweng), vključno s pravico odvetništva nad cerkvijo sv. Petra, od krškega škofa Valterja. Po kroniki je bila cerkev utrjena proti Turkom leta 1481. Marca 1951 je bila stara gorska cerkev svetega Petra uničena v požaru do te mere, da je ostala le ruševina. Obnovljena je bila v svoji stari obliki in odprta 26. julija 1953. Oprema je prilagojena današnjim zahtevam, vendar je značaj cerkve ohranjen.
- Katoliška župnijska cerkev Dobrovje (Döbriach) posvečena sv. Ilju: Cerkev je bila prvič omenjena v listini leta 1448 in se nahaja izven središča vasi na severnem pobočju gore sredi pokopališča.

- Turška hiša:  Med znamenitostmi lahko preštejemo Turško hišo v Kamniku (Kaningu) in "Mlinsko pohodniško pot" vzdolž Roßbacha, ki je tik ob njej. Ta pot poteka mimo sedmih mlinov, od katerih jih je bila večina zgrajenih v začetku 19. stoletja.[4]
- Granatium: Muzej granatov "Granatium" z razstavno galerijo in območjem za iskanje v Radenčah

## Pobratena mesta
- Weiler/Rems, Schorndorf, Nemčija
- Ampezzo, Italija